# Zwierzyniec (gmina)
Zwierzyniec – gmina miejsko-wiejska w województwie lubelskim, w powiecie zamojskim. W latach 1975–1998 gmina położona była w województwie zamojskim.
Siedzibą gminy jest Zwierzyniec.
Według danych na rok 2021 gminę zamieszkiwało 6237 osób.

## Struktura powierzchni
Według danych na rok 2021 gmina Zwierzyniec zajmuje obszar 154 km², w tym:
- powierzchnia lasów ogółem: 70,9%

Powierzchnia gminy stanowi 8,23% powierzchni powiatu zamojskiego.

## Demografia
Dane na rok 2021:
| Opis                              | Ogółem | Ogółem | Kobiety | Kobiety | Mężczyźni | Mężczyźni |
| --------------------------------- | ------ | ------ | ------- | ------- | --------- | --------- |
| jednostka                         | osób   | %      | osób    | %       | osób      | %         |
| populacja                         | 6237   | 100    | 3238    | 51,9    | 2999      | 48,1      |
| gęstość zaludnienia (mieszk./km²) | 40,5   | 40,5   | 21,0    | 21,0    | 19,5      | 19,5      |

Liczba ludności gminy stanowi 6,1% liczby ludności powiatu zamojskiego.

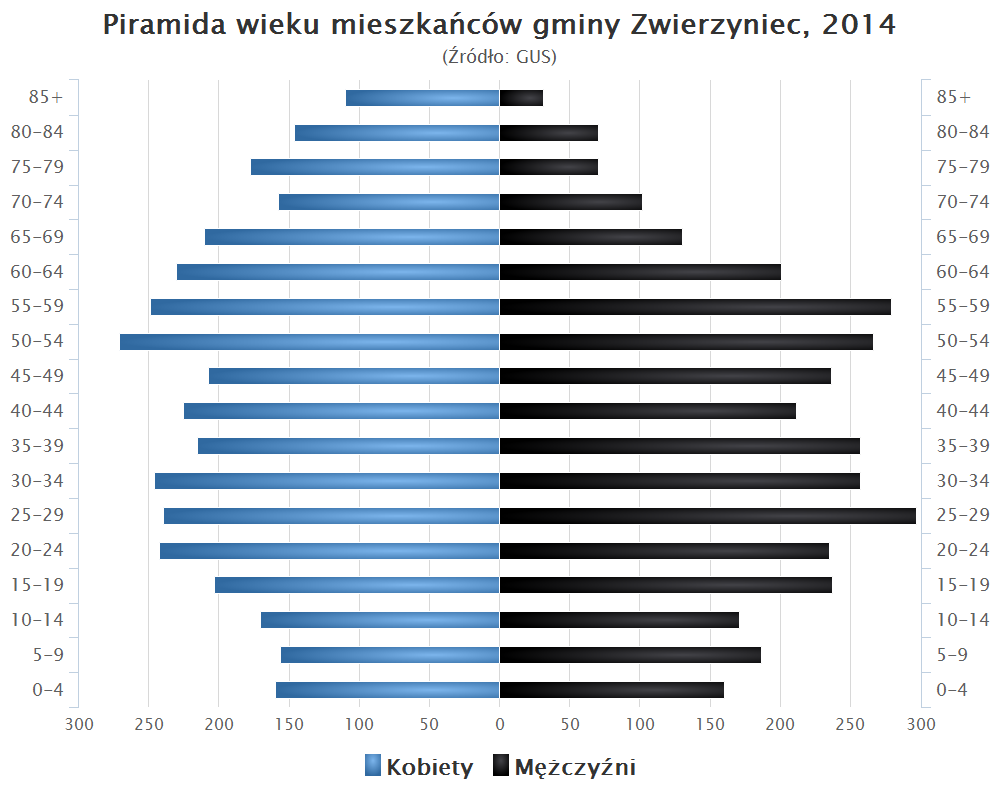
Piramida wieku mieszkańców gminy Zwierzyniec w 2014 roku

## Sołectwa
Bagno, Guciów, Kosobudy, Kosobudy-Bór, Obrocz, Sochy, Topólcza, Turzyniec, Wywłoczka, Żurawnica.

## Sąsiednie gminy
Adamów, Józefów, Krasnobród, Radecznica, Szczebrzeszyn, Tereszpol, Zamość